# Solans (Montferrer i Castellbò)
Solans és un nucli de població del municipi de Montferrer i Castellbò, a l'Alt Urgell. Es troba aigua avall de Vila-rubla, a l'esquerra del riu de Solans, exactament a 1.298 metres d'altitud. De 18 habitants el 1960, passà a 1 el 1991. L'església de Sant Joan i Sant Miquel de Solans era sufragània de la parròquia de Guils; preromànica, amb un absis rectangular, és situada un xic aigua amunt del lloc. Aigua avall del riu de Solans, a la seva dreta, a 1.484 m d'altitud, hi ha la capella de Santa Eugènia, que hom coneix popularment per Santa Eugina, amb un absis arrodonit.